# Никитин, Дмитрий Михайлович
Дмитрий Михайлович Никитин (1899—1969) — народный комиссар внутренних дел Карело-Финской ССР, генерал-майор (1945).

## Биография
Родился в русской семье унтер-офицера корпуса железнодорожной жандармерии, с отцом не жил с 1904; мать крестьянка, попала под поезд в 1907; воспитывался у дяди, железнодорожного рабочего рабочего. Окончил высшее начальное училище города Алатырь в 1916. Переписчик в управлении Северной железной дороги и в конторе мастерских службы Московско-Казанской железной дороги, в Москве и Арзамасе с мая 1916 по октябрь 1918. В РКП(б) с августа 1919.
В РККА военный диспетчер УВОСО Восточного фронта в Арзамасе и Симбирске с октября 1918 по октябрь 1919. Комендант поезда РВС штаба Восточного фронта в Уфе и Красноярске с октября 1919 по февраль 1920. Помощник коменданта информационного отдела 5-й армии Восточного фронта в Красноярске и Иркутске с февраля по апрель 1920. Комендант регистрационного отдела штаба Народно-революционной армии ДВР в Верхнеудинске с апреля по июль 1920. Помощник начальника регистрационного отделения 1-й стрелковой Иркутской дивизии в селе Укырь Забайкальской области с июля по сентябрь 1920. Сотрудник экспедиции РККА к партизанам в Благовещенске с сентября по октябрь 1920. Помощник начальника регистрационного отдела штаба Амурского фронта в Благовещенске с октября 1920 по октябрь 1921. Начальник 2-го отдела штаба Приамурского военного округа в Хабаровске с октября 1921 по январь 1922. Помощник начальника разведывательного отделения штаба Народно-революционной армии ДВР в Чите с января 1922 по апрель 1923. Инструктор и начальник информационного отделения ПУР (политического управления) МВО с апреля 1923 по март 1926.
Сотрудник ОГПУ СССР с марта 1926 по май 1930, в Высшей пограничной школе ОГПУ с мая 1930 по июнь 1931. Оперуполномоченный Особого отдела ОГПУ МВО с июня 1931 по январь 1933. Сотрудник Рязанского оперсектора ГПУ с января по июнь 1933. Сотрудник 3-го отдела Дмитлага ОГПУ в Истре[уточнить] с июня по декабрь 1933. Пенсионер ОГПУ-НКВД в Москве с января 1934 по январь 1936. Оперуполномоченный Особого отдела ГУГБ НКВД СССР с января 1936 по 1 января 1939. Помощник начальника следственной части НКВД СССР с 1 января по 4 сентября 1939. Помощник начальника следственной части ГУГБ НКВД СССР с 4 сентября 1939 по 27 февраля 1941. Одновременно начальник Сердобльской опергруппы НКВД на бывшей территория Финляндии с 15 марта 1940 по 17 июня 1940. Помощник начальника 1-го отдела следственной части НКГБ СССР 30 апреля 1941 по 20 августа 1941. Начальник охраны НКВД участка Зоны обороны Москвы с 20 августа по 28 декабря 1941. Начальник Особого отдела НКВД Грязовецкого спецлагеря в Вологодской области с 28 декабря 1941 по 28 апреля 1942. Заместитель начальника управления войск НКВД по ОТ Крымского фронта с 28 апреля по май 1942. Заместитель начальника Управления войск НКВД по ОТ Северо-Кавказского и Закавказского фронтов с мая по декабрь 1941. Помощник начальника 2-го управления НКВД СССР по следствию с 13 февраля по 7 мая 1943. Народный комиссар, затем министр внутренних дел Карело-Финской ССР с 7 мая 1943 по 13 марта 1946. Заместитель уполномоченного НКВД по 1-му Белорусскому фронту (ГСОВГ) с мая по ноябрь 1945.
Начальник оперативного сектора НКВД-МВД-МГБ провинций Мекленбург и Западная Померания с ноября 1945 по март 1947. В распоряжении МГБ СССР с марта 1947 по 30 декабря 1947, приказом МГБ СССР № 5076 уволен 30 декабря 1947 по болезни. Пенсионер с декабря 1947, проживал в Москве. Похоронен на Введенском кладбище (3 уч.).

### Звания
- 13.10.1936, лейтенант государственной безопасности;
- 25.02.1939, капитан государственной безопасности (произведён из лейтенанта государственной безопасности);
- 27.04.1942, майор государственной безопасности;
- 14.02.1943, полковник государственной безопасности;
- 14.12.1944, комиссар государственной безопасности;
- 09.07.1945, генерал-майор.

### Награды
- орден Ленина, 21.02.1945;
- 2 ордена Красного Знамени, 20.09.1943, 03.11.1944;
- 5 медалей;
- знак «Заслуженный работник НКВД», 28.09.1942.